# Трушкови
Тру́шкови (рос. Трушковы) — присілок у складі Слободського району Кіровської області, Росія. Входить до складу Шиховського сільського поселення.
Населення становить 67 осіб (2010, 75 у 2002).
Національний склад станом на 2002 рік — росіяни 99 %.